# Gewährträgerhaftung
Gewährträgerhaftung ist in Deutschland eine auf Gesetz und/oder Satzung beruhende, subsidiäre Haftung des Gewährträgers einer bundesunmittelbaren, landesunmittelbaren oder kommunalen Anstalt des öffentlichen Rechts für den Fall, dass deren Vermögen für die Forderungen ihrer Gläubiger nicht ausreicht.

## Allgemeines
In diesem Ausnahmefall hat jeder Gläubiger einen Anspruch auf Erfüllung seiner Forderung gegen die öffentlich-rechtliche Anstalt durch den jeweiligen Anstaltsträger (die Kommune, das Bundesland oder die Bundesrepublik Deutschland). Die Gewährträgerhaftung bezweckt, dass die dauerhafte Zahlungsfähigkeit auch der Anstalt als einer von ihrem Träger errichteten juristischen Person des öffentlichen Rechts ebenso gewährleistet ist wie die ihres Trägers selbst. Sofern nicht in der jeweiligen Satzung geregelt, ist die Gewährträgerhaftung gesetzlich vorgesehen (z. B. § 114a Abs. 5 Gemeindeordnung NRW). Da jedoch alle Anstalten mit hoheitlichen Aufgaben ausgestattet sind und in dieser Funktion das (gesetzlich oder satzungsmäßig) zugestandene Recht auf Abgaben- oder Gebührenerhebung wahrnehmen und gleichzeitig dem Deckungs- und Eigenfinanzierungsprinzip unterliegen, ist der Eintritt des Haftungsfalls einer Gewährträgerhaftung eher unwahrscheinlich. Gewährträgerhaftung und Anstaltslast bilden das nach deutschem öffentlichen Verwaltungsorganisationsrecht typische Haftungssystem für öffentliche Unternehmen in der Rechtsform der Anstalt des öffentlichen Rechts und führen zu deren Insolvenzunfähigkeit.

## Geschichte
Nach der „revidierten Städteordnung“ vom 17. März 1831 erforderte die Errichtung von Sparkassen eine Genehmigung des Regierungspräsidenten, weil die Annahme von Spareinlagen als genehmigungspflichtige Anleihe der jeweiligen Trägerkommune galt. Sparkassen waren organisatorischer Teil ihrer Gemeinde, so dass die von den Sparkassen angenommenen Geldanlagen als Verbindlichkeiten der Gemeinde eingestuft wurden. Als Folge der Bankenkrise 1931 brachte die „Verordnung zur Sicherung von Wirtschaft und Finanzen“ vom 6. Oktober 1931 nach Art. 1 § 2 NotV3 die Selbständigkeit der Sparkassen, denn sie bekamen nunmehr die Rechtsform der kommunalen Anstalt des öffentlichen Rechts. Solange die Sparkassen ein organisatorischer Teil der Gemeinden waren, hafteten die Gemeinden für die Verbindlichkeiten der Sparkassen wie für eigene Verbindlichkeiten. In dieser Reichsnotverordnung hatte auch die Gewährträgerhaftung ihren Ursprung. Grund für die Einführung der Gewährträgerhaftung war, dass die Gläubiger durch die Verselbständigung der Sparkassen nicht die kommunale Haftung für die Verbindlichkeiten der Sparkasse verlieren sollten und damit ihr bisheriger Status erhalten bleiben sollte.

## Gewährträgerhaftung für Landesbanken und Sparkassen
Anders als die oben beschriebenen bundes- und landesunmittelbaren oder kommunalen Anstalten des öffentlichen Rechts im Nichtbankensektor unterliegen Sparkassen und Landesbanken als Kreditinstitute jedoch dem allgemeinen Wettbewerb in der Kreditwirtschaft. Diese Gewährträgerhaftung verschaffte den begünstigten Kreditinstituten allerdings Wettbewerbsvorteile etwa bei den Refinanzierungskosten wegen der relativ guten langfristigen Ratings im Vergleich zu den privaten Banken.
Bereits im Jahre 1996 sprach sich die Monopolkommission gegen die Gewährträgerhaftung aus, weil bei Sparkassen ein öffentlicher Auftrag nicht mehr bestehe, der eine Gegenleistung für eine uneingeschränkte Haftungszusage darstellen könne. Nachdem im Dezember 1999 der Bundesverband deutscher Banken Beschwerde bei der Wettbewerbsbehörde der Europäischen Kommission eingereicht hatte und davon ausging, dass die Gewährträgerhaftung eine verbotene staatliche Beihilfe nach Art. 107 Abs. 1 AEU-Vertrag darstelle, eröffnete die Wettbewerbsbehörde am 26. Januar 2001 ein formales Untersuchungsverfahren. Die langjährigen Auseinandersetzungen wurden endgültig durch eine von der Europäischen Kommission am 27. März 2002 an die Bundesrepublik Deutschland gerichtete Entscheidung beigelegt. Die Bundesregierung hat diese Entscheidung am 11. April 2002 angenommen. Die am 17. Juli 2001 zwischen Europäischer Kommission und Deutschland erzielte Verständigung und die daraus am 28. Februar 2002 von beiden Seiten gezogenen Schlussfolgerungen sind darin berücksichtigt. Kernpunkte dieser Brüsseler Konkordanz waren der Fortfall von Anstaltslast und Gewährträgerhaftung bei Sparkassen und Landesbanken.
Im Rahmen einer Besitzstandsregelung („Grandfathering“) – während einer Übergangszeit vom 19. Juli 2001 bis zum 18. Juli 2005 – fielen neue Verbindlichkeiten noch unter die Gewährträgerhaftung, sofern sie nicht nach dem 31. Dezember 2015 fällig wurden.

## Umstellung
Diese „Brüsseler Konkordanz“ vom 17. Juli 2001 sah vor, dass nach dieser mehrjährigen Übergangsfrist die Anstaltslast, wie sie bis dahin bestand, ersetzt und die Gewährträgerhaftung für Sparkassen und Landesbanken abgeschafft wird. Nunmehr ist in den regionalen Sparkassengesetzen die Trägerschaft und Haftung klarstellend so geregelt, dass weder eine Verpflichtung des Trägers besteht, der Sparkasse Mittel zur Verfügung zu stellen, noch der Träger für die Verbindlichkeiten der Sparkasse haftet (z. B. § 7 Abs. 2 Sparkassengesetz NRW).
Verbindlichkeiten vor Beginn der Übergangsphase am 19. Juli 2001 unterliegen vollständig der Gewährträgerhaftung. Verbindlichkeiten mit einer Laufzeit bis maximal 31. Dezember 2015, die während der Übergangsphase (19. Juli 2001 bis 18. Juli 2005) eingegangen sind, unterliegen ebenfalls der Gewährträgerhaftung. Verbindlichkeiten, die nach der Übergangsphase oder in der Übergangsphase mit einer Laufzeit über den 31. Dezember 2015 hinaus eingegangen werden, unterliegen nicht mehr der Gewährträgerhaftung.
Für die Zeit nach dem Wegfall der Gewährträgerhaftung hat die Ratingagentur Moody’s den Sparkassen, Landesbanken und Landesbausparkassen ein Mindest-Rating in Höhe von A1 (sog. „Rating-Floor“) in Anerkennung des solidarischen Sparkassen-Haftungsverbundes erteilt.

## Bankbetriebliche Auswirkungen
Die Bankbetriebslehre diskutierte im Zusammenhang mit der Brüsseler Konkordanz zwei Effekte, die aus dem Wegfall der Gewährträgerhaftung resultierten. Einerseits sorgt der Marktdisziplinierungseffekt dafür, dass die Gläubiger öffentlicher Banken nach dem Wegfall der Gewährträgerhaftung tatsächlich ein Verlustrisiko für ihr eingesetztes Kapital tragen. Auf diese Weise erhalten sie einen Anreiz, die Risikoübernahme der Bank zu begrenzen. Andererseits gibt es den so genannten Franchise-Value-Effekt. Hiernach erhöhen sich durch den Wegfall der Gewährträgerhaftung aufgrund des höheren Ausfallrisikos die Refinanzierungskosten der betroffenen Institute. Dadurch sinkt der Gegenwartswert aller künftigen Gewinne (englisch Franchise Value). Mit einem niedrigeren Franchise Value steigt jedoch die Bereitschaft zur gesteigerten Risikoübernahme, da die Bank weniger zu verlieren hat. Dies ließ sich bei einigen Landesbanken ab 2002 tatsächlich beobachten.
Diese Effekte haben folgende Auswirkungen auf das Geschäft der Sparkassen/Landesbanken:
- Die erhöhten Refinanzierungskosten führen im Kreditgeschäft – bei konkurrenzbedingt konstant bleibendem Kreditzins – zu niedrigeren Zinsspannen und diese wiederum zu geringerem Gewinn. Kreditkonditionen der Sparkassen können sich denen der Privatbanken tendenziell angleichen.
- Im Passivgeschäft ist ein steigender Marktanteil denkbar, weil höhere Guthabenzinsen angeboten werden können.
- Da nunmehr auch die Sparkassen die vollen Refinanzierungskosten tragen müssen, ist eine zunehmende, bankbetrieblich erwünschte Risiko-Rendite-Orientierung im Kreditgeschäft denkbar.
- Um die Ratings zu verbessern, versuchen Sparkassen, das haftende Eigenkapital zu erhöhen.

## Unveränderte Gewährträgerhaftung
Zugunsten der übrigen bundesunmittelbaren, landesunmittelbaren und kommunalen Anstalten des öffentlichen Rechts bestehen weiterhin unverändert die Anstaltslast und Gewährträgerhaftung im bisherigen Umfang, sofern sie föderale Verwaltungsaufgaben oder Aufgaben der kommunalen Daseinsvorsorge erfüllen. Diese Aufgaben unterliegen nicht dem Wettbewerb und wurden deshalb auch nicht von der „Brüsseler Konkordanz“ erfasst. Daher unterliegt eine Vielzahl von kommunalen Unternehmen, insbesondere die Kommunalunternehmen, weiterhin der gläubigerschützenden Gewährträgerhaftung. Die deutschen bundes- und landeseigenen Förderbanken dürfen ebenfalls seit dem 11. April 2002 Anstaltslast, Gewährträgerhaftung und/oder staatliche Refinanzierungsgarantien im Rahmen der Verständigung II behalten.